# Соколув-Гурни
Соколув-Гурни (пол. Sokołów Górny) — село в Польщі, у гміні Собкув Єнджейовського повіту Свентокшиського воєводства.
Населення — 427 осіб (2011).
У 1975-1998 роках село належало до Келецького воєводства.

## Демографія
Демографічна структура на день 31 березня 2011 року:
|          | Загалом | Допрацездатний вік | Працездатний вік | Постпрацездатний вік |
| -------- | ------- | ------------------ | ---------------- | -------------------- |
| Чоловіки | 208     | 33                 | 158              | 17                   |
| Жінки    | 219     | 49                 | 139              | 31                   |
| Разом    | 427     | 82                 | 297              | 48                   |